# Aschanska villan
Aschanska villan (Aschanska villa) is een gebouw in Umeå in de provincie Västerbottens län in Zweden.

## Geschiedenis
Aschanska villan werd ontworpen door de architect Ragnar Östberg en gebouwd in 1906 als residentie voor kolonel Wilhelm Aschan, die aan het hoofd stond van het Norrlands Dragonregemente dat sinds 1901 gevestigd was nabij Umeå.
De villa is opgetrokken uit hout op een sokkel van natuursteen, met een gebogen erker en in dezelfde grootse stijl als de Scharinska villan. Oorspronkelijk had het gebouw verticale raamstijlen, verdeeld in kleine vierkantjes. De bouwstijl is "nationaal romantisch" en gebouwen met dit soort zolderdaken worden aanzien als iconische gebouwen in het centrum van Umeå. Het gebouw werd op 3 maart 1980 beschermd als monument (Byggnadsminne).
Achanska villan is gelegen op Strandgatan langs de Umerivier in het centrum van Umeå. Het huis was in de jaren 1942-1990 eigendom van de Umeå Fabriks- och Hantverksförening en wordt daarom ook wel het "Ambachtshuis" (Hantverkshuset) genoemd. Het huis doet nu dienst als woonhuis en restaurant.

## Fotogalerij

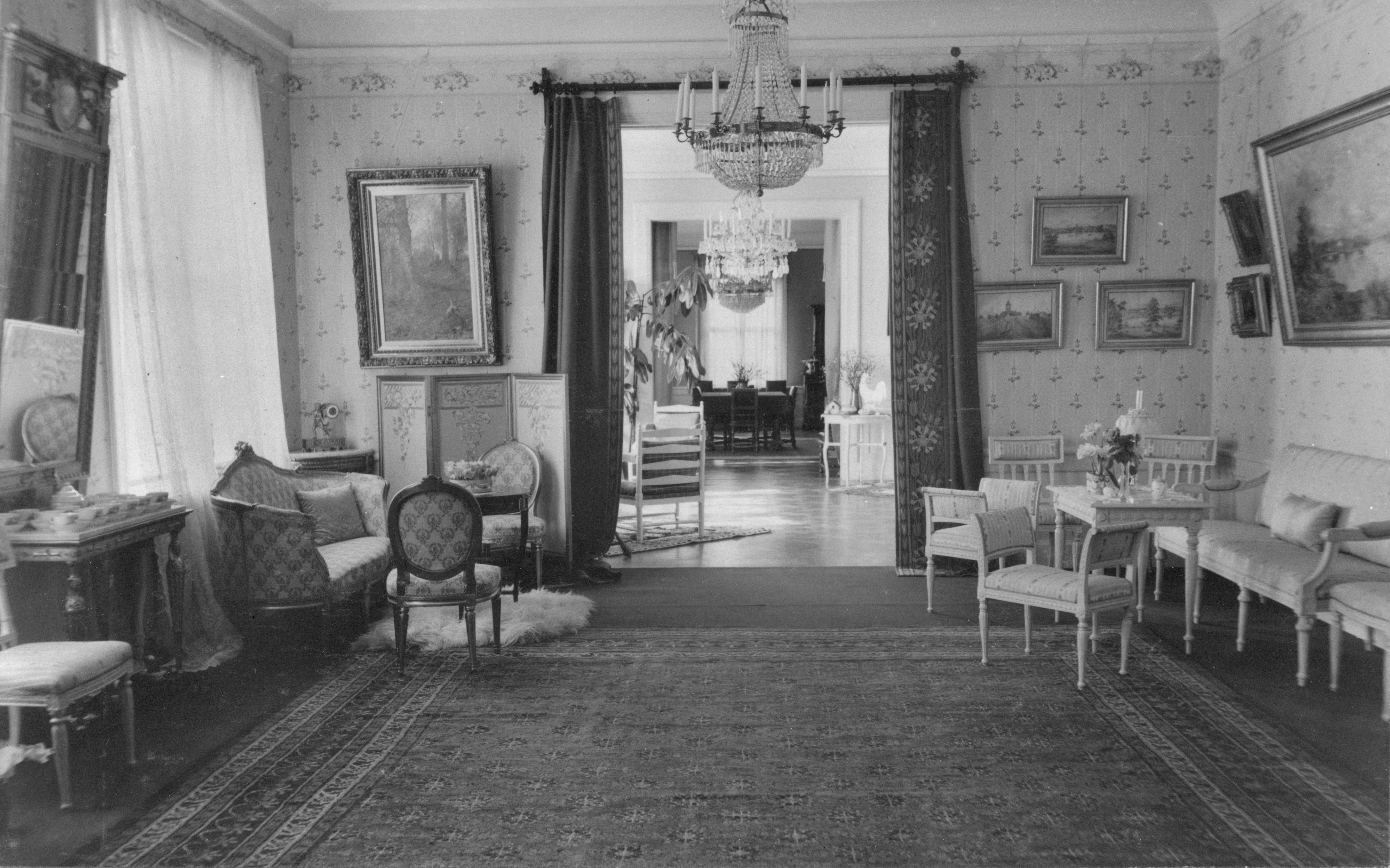
Interieur omstreeks 1916
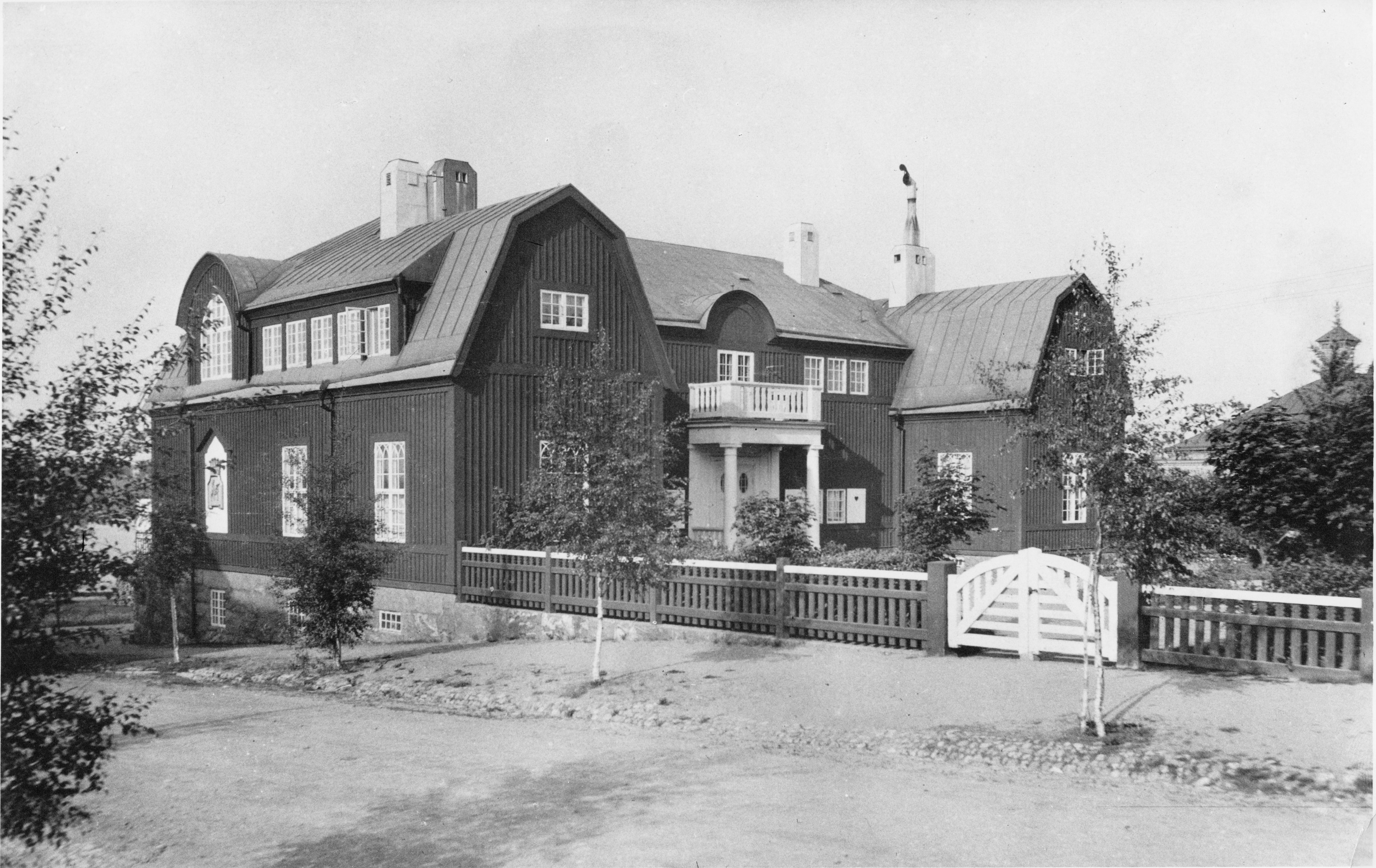
Buitenkant omstreeks 1916